# Sibthorpia africana
Sibthorpia africana är en grobladsväxtart som beskrevs av Carl von Linné. Sibthorpia africana ingår i släktet Sibthorpia och familjen grobladsväxter. Inga underarter finns listade i Catalogue of Life.